# Not That Kind (singolo)
Not That Kind è un brano musicale della cantautrice statunitense Anastacia pubblicato nel 2000 come secondo singolo estratto dal suo album di debutto. Scritto da Anastacia, Will Wheaton e Marvin Young.

## Descrizione

### Antefatti
Anastacia inizia la sua carriera come ballerina nel 1983, durante un'esibizione alcuni produttori le chiesero se sapesse anche cantare, lei rispose "Penso di sì". Ignara delle sue doti canore, decide di intraprendere un percorso da corista. Nessuna casa discografica è disposta a farle firmare un contratto, il suo aspetto non corrisponde al colore della sua voce, secondo i produttori non è classificabile in nessun genere. Per firmare un contratto le chiedono di cantare in modo diverso, vestirsi secondo dei canoni, dedicarsi alla musica hip hop e levare gli occhiali.
Dopo gli innumerevoli rifiuti delle case discografiche la sua amica manager Lisa Braudè la spinge a partecipare ad un programma di MTV per la ricerca di nuovi talenti, The Cut. Anastacia scrive Not That Kind e si esibisce arrivando seconda. La sua performance provoca reazioni importanti, tutti i presidenti delle grandi case discografiche vogliono un colloquio, anche Michael Jackson. Accetta le proposte di David Massey e entra a far parte della Daylight Records (controllata dalla Epic e dalla Sony).

### Composizione
Not That Kind inizia con il suono di chitarra distorto dal pedale wah wah e dopo pochi secondi irrompe prepotentemente la voce dell'artista. Successivamente entra in scena in primo piano il groove del basso che accompagna il brano fino al termine e dopo poco sopraggiunge il suono delle chitarre ritmiche guidato dal passo della batteria. Quest'armonia di suoni conferisce al pezzo un'atmosfera funky impreziosita dalla voce densa e avvolgente dell'artista.

### Temi trattati
Anastacia scrive il testo per rivendicare tutte le sue caratteristiche che l'industria voleva affossare. Un racconto di autodeterminazione che rende chiaro agli occhi di tutti con quanta fermezza è riuscita ad imporsi nel business.
Incita l'ascoltatore a non fermarsi di fronte alle apparenze e incoraggia l'accettazione delle diversità, rendendo il brano un forte inno all'autoespressione.
Rifiuta categoricamente la svalutazione dell'individuo che tenta di affermarsi rivoluzionando il suo modo di essere, cercando di compiacere gusti e preferenze altrui. Evidenzia che nel tempo, non essere scesi a compromessi, ripaga di tutte le umiliazioni subite.
(Not That Kind)
Il testo trasmette un senso di sicurezza e autoaffermazione, preparando il terreno per un'esplorazione della forza personale e della convinzione nella propria identità.
Addentrandosi nel viaggio emotivo della canzone, Not That Kind ritrae una protagonista che rimane salda nei suoi valori e si rifiuta di compromettere il suo senso di sé per chiunque. Il testo esprime un mix di determinazione e amor proprio, evidenziando l'importanza di rimanere fedeli a se stessi in mezzo alle pressioni esterne. L'intento di Anastacia è di trasmettere un messaggio di empowerment e individualità all'ascoltatore. L'impatto della canzone risiede nella sua capacità di entrare in risonanza con coloro che apprezzano la propria indipendenza e autostima, offrendo un senso di convalida e forza nell'affermare i propri limiti nelle relazioni.
(Not That Kind)
In conclusione, il brano di Anastacia si erge come un potente inno di auto-valorizzazione, sottolineando l'importanza di restare fedeli a se stessi e di non conformarsi alle aspettative della società. Il messaggio di empowerment e autostima della canzone riecheggia con forza, rendendola un'ode avvincente all'individualità e alla forza personale.

## Accoglienza
Il brano viene elogiato dalla critica in quanto completamente controcorrente alle tendenze del periodo musicale 2000.
Pip Ellwood-Hughes dell'Entertainment Focus scrive: "Una gemma pop funky che fa davvero risplendere la potente voce di Anastacia".
William Ruhlmann di All Music parla così del brano: "La canzone che dà il titolo all'album è in uno stile funk che ricorda i lavori degli anni '80 di Aretha Franklin".

## Video Musicale
Diretto da Marc Webb, il video per Not That Kind è stato girato a New York.

### Sinossi
Inizia con Anastacia che canta il brano in un club con la band. Dietro di loro c'è un muro rosso in mattoni che incastona la scultura del tatuaggio dell'artista, divenuto suo simbolo dall'inizio della carriera, un sole stilizzato con sopra la croce Ankh.
Al minuto 0:46 fa una breve apparizione di qualche secondo il fratello dell'artista, Brian Newkirk.
Successivamente, la scena di Anastacia che parla con una ragazza su un divano rosso di pelle, a proposito del fatto di non voler stare in un posto come quello con quel tipo di persone. Nella sequenza successiva si ritorna ad Anastacia che canta sul palco e arrivata alla strofa Cause I'm not that kind of girl and it's not my kind of world no, it's not for me... si vede un ragazzo sul divano al posto della ragazza, che cerca di flirtare con Anastacia, avendo in risposta da essa solo un I'm not that kind of girl.
Il ragazzo impersonifica tutti coloro che hanno tentato per scopi commerciali di snaturare l'artista senza alcun successo. Anastacia si allontana dal ragazzo e il video termina con lei che finisce di cantare il brano sul palco.

## Tracce
U.S. CD single

"Not That Kind" (Album Version) – 3:20
1. "Not That Kind" (Kerri Chandler Mix - Radio Edit) – 3:46
2. "Not That Kind" (Maurice Joshua's Chickenpox Mix) – 3:33
3. "Black Roses" – 3:38
4. "I'm Outta Love" (Video)

UK CD single
1. "Not That Kind" (Album Version) – 3:20
2. "Not That Kind" (Kerri Chandler Vocal Mix) – 3:34
3. "Not That Kind" (Maurice's Chicken Pox Club Mix) – 7:32
4. "Not That Kind" (Video Version)

European CD single
1. "Not That Kind" (Album Version) – 3:20
2. "Not That Kind" (Ric Wake's Mix) – 4:50
3. "Not That Kind" (Maurice's Chicken Pox Club Mix) – 7:32

European CD maxi single
1. "Not That Kind" (Album Version) – 3:20
2. "Not That Kind" (Ric Wake Club Final) – 7:59
3. "Not That Kind" (Kerri Chandler Mix) – 3:34
4. "Not That Kind" (Maurice Joshua's Chickenpox Mix) – 3:33
5. "Not That Kind" (LT's Not That Dub Mix) – 7:13

Australian CD 1
1. "Not That Kind" (Album Version) – 3:20
2. "Nothin' at All" – 4:29
3. "I'm Outta Love" (Matty's Soulflower Mix) – 5:56
4. "Not That Kind" (Ric Wake Club Final) – 7:58
5. "Not That Kind" (Kerri Chandler Vocal Mix) – 6:52
6. "Not That Kind" (Kerri Chandler Organ Dub) – 6:52
7. "Not That Kind" (Maurice's Chicken Pox Club Mix) – 7:32

Australian CD 2
1. "Not That Kind" (Album Version) – 3:20
2. "I'm Outta Love" (Radio Edit) – 3:49
3. "I'm Outta Love" (Hex Hector Radio Edit) – 4:04
4. "I'm Outta Love" (Matty's Too Deep Mix) – 9:28
5. "I'm Outta Love" (Hex Hector Main Club Mix) – 8:00
6. "I'm Outta Love" (Ron Trent's Club Mix) – 8:33
7. "Baptize My Soul" – 4:13

European promo CD single
1. "Not That Kind" (Album Version) – 3:20
2. "Not That Kind" (Hex Hector Radio Edit) – 3:16

U.S. 12" single
A1. "Not That Kind" (Kerri Chandler Vocal Mix) – 6:52
A2. "Not That Kind" (JS Ecstasy Mix) – 5:49
B1. "Not That Kind" (Ric Wake Club Final) – 7:59
B2. "Not That Kind" (Maurice's Chicken Pox Club Mix) – 7:32
UK 12" single
A1. "Not That Kind" (Kerri Chandler Vocal Mix) – 6:52
B1. "Not That Kind" (Maurice's Chicken Pox Club Mix) – 7:32
B2. "Not That Kind" (Ric Wake's Mix) – 4:50

## Remix Ufficiali
- DJ Amanda Remix - 7:45
- Hec Hector Club Mix - 7:50
- Hec Hector Radio Edit - 3:10
- JS Ecstasy Mix - 5:49
- Kerri Chandler Mix - Radio Edit - 3:34
- Kerri Chandler Organ Dub - 6:54
- Kerri Chandler Vocal Mix - 6:54
- LT's Not That Dub Mix - 7:13
- Maurice's Chicken Pox Club Mix - 7:32
- Maurice Joshua's Chickenpox Mix - 3:33
- Maurice's CP Dubstrumental Mix - 7:03
- Mousse T Remix - 3:25
- Ric Wake Club Final - 7:59
- Ric Wake's Mix - 4:50
- Ultimix 81 - 6:29
- Ulti-Remix - 6:24

## Crediti e musicisti
I crediti sono estrapolati dal booklet di Not That Kind.
Studi
- Registrata alla The Dream Factory (New York) e ai Cove City Sound Studios (Glen Cove, New York)
- Missata ai Cove City Sound Studios (Glen Cove, New York)
- Masterizzata ai Gateway Mastering (Portland, Maine)

Musicisti
- Anastacia – testo, voce, cori, arrangiamento cori
- Will Wheaton - testo
- Marvin Young - testo
- BeBe Winans – cori, arrangiamento cori
- Eric Kupper – chitarre, tastiere
- Richie Jones – batteria, arrangiamento, missaggio
- Ric Wake – produzione, arrangiamento
- "Young" Dave Scheuer – registrazione
- Thomas R. Yezzi – registrazione (voci)
- Dan Hetzel – mix engineering
- Jim Annunziato – assistente mix engineer
- Joe Ernst – assistente mix engineer
- Marc Russell – coordinatore di produzione
- Bob Ludwig – mastering engineering

## Classifiche
| Classifica (2000/2001)   | Posizione massima |
| ------------------------ | ----------------- |
| Australian Singles Chart | 21                |
| Austrian Singles Chart   | 68                |
| Belgio (Flanders)        | 37                |
| Belgio (Wallonia)        | 12                |
| Paesi Bassi              | 26                |
| Francia                  | 13                |
| Germania                 | 56                |
| Irlanda                  | 14                |
| Italia                   | 9                 |
| Nuova Zelanda            | 22                |
| Spagna                   | 9                 |
| Svezia                   | 49                |
| Svizzera                 | 18                |
| Regno Unito              | 11                |
| U.S. Billboard (dance)   | 9                 |